# Zapust (Grande-Pologne)
Pour les articles homonymes, voir Zapust.
Zapust (prononciation : [ˈzapust]) est un village polonais de la gmina d'Ostroróg dans le powiat de Szamotuły de la voïvodie de Grande-Pologne dans le centre-ouest de la Pologne.
Il se situe à environ 3 km au sud-ouest d'Ostroróg (siège de la gmina), 11 km à l'ouest de Szamotuły (siège du powiat), et à 41 km au nord-ouest de Poznań (capitale de la Grande-Pologne).

## Histoire
De 1975 à 1998, le village faisait partie du territoire de la voïvodie de Poznań.

Depuis 1999, Zapust est situé dans la voïvodie de Grande-Pologne.
Le village possède une population de 130 habitants en 2006.